# Régészeti Múzeum (Antalya)

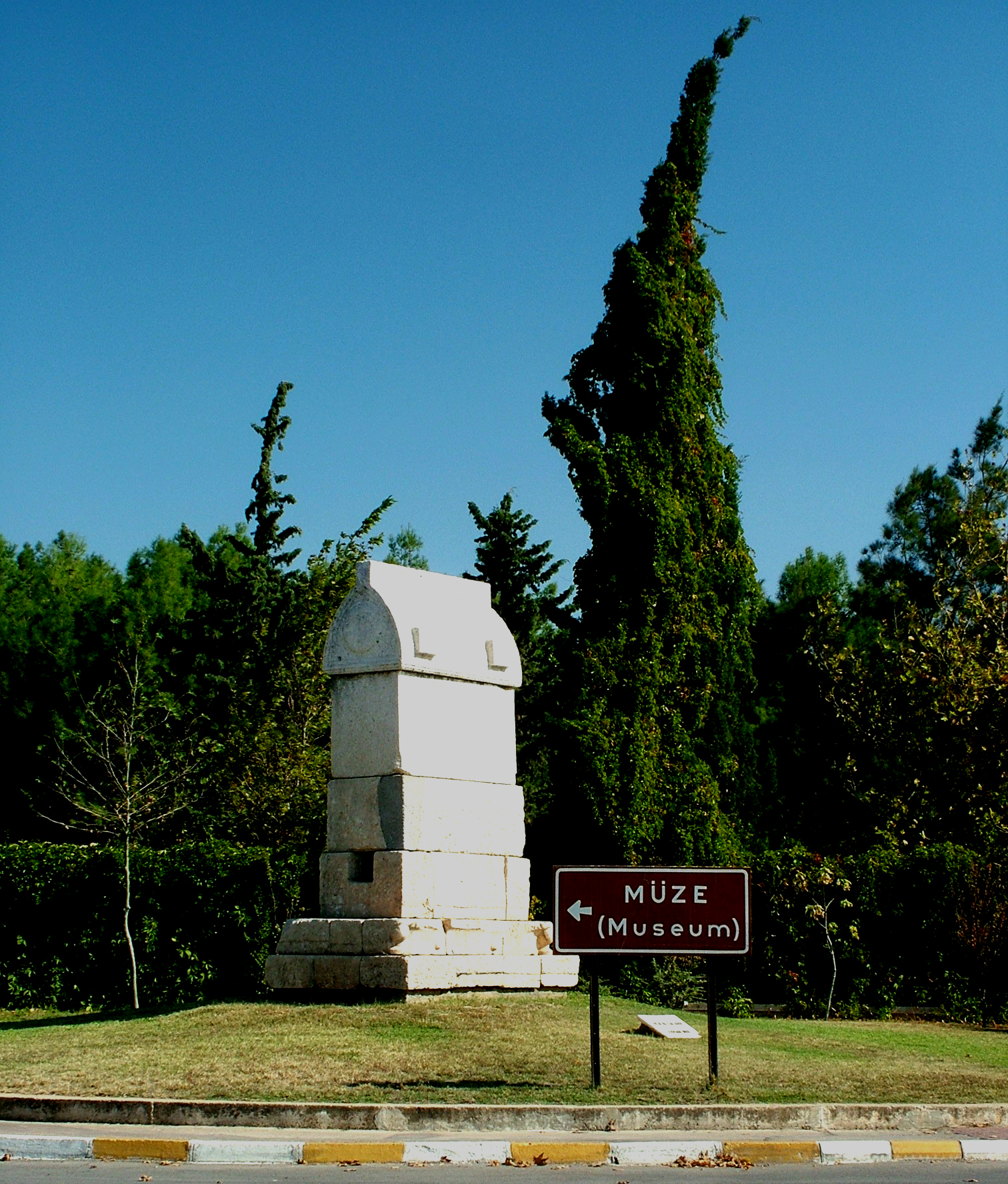
Antalya Régészeti Múzeum (foto:KT)

Antalya régészeti múzeuma (törökül:  Antalya Arkeoloi Müzesi) Törökországban a második legnagyobb régészeti bemutatóhely. A 7000 négyzetméter kiállítási terű múzeumot a létrehozásával és működésével kapcsolatos kiváló tevékenysége elismeréseképpen 1988-ban az Európa Tanács Különdíjjal jutalmazta. Mint Antalya kiemelkedő jelentőségű kulturális intézménye, a várossal egyetemben a Kulturális Világörökség jegyzékbe vételének várományosa. Közel 5000 kiállítási műtárgyát 13 kiállítóteremben és egy szabadtéri udvarban mutatja be. Ez az egyetlen olyan múzeum Törökországban, amelyben speciálisan gyermekeket kiszolgáló részleg is van.

## A múzeum és környezete

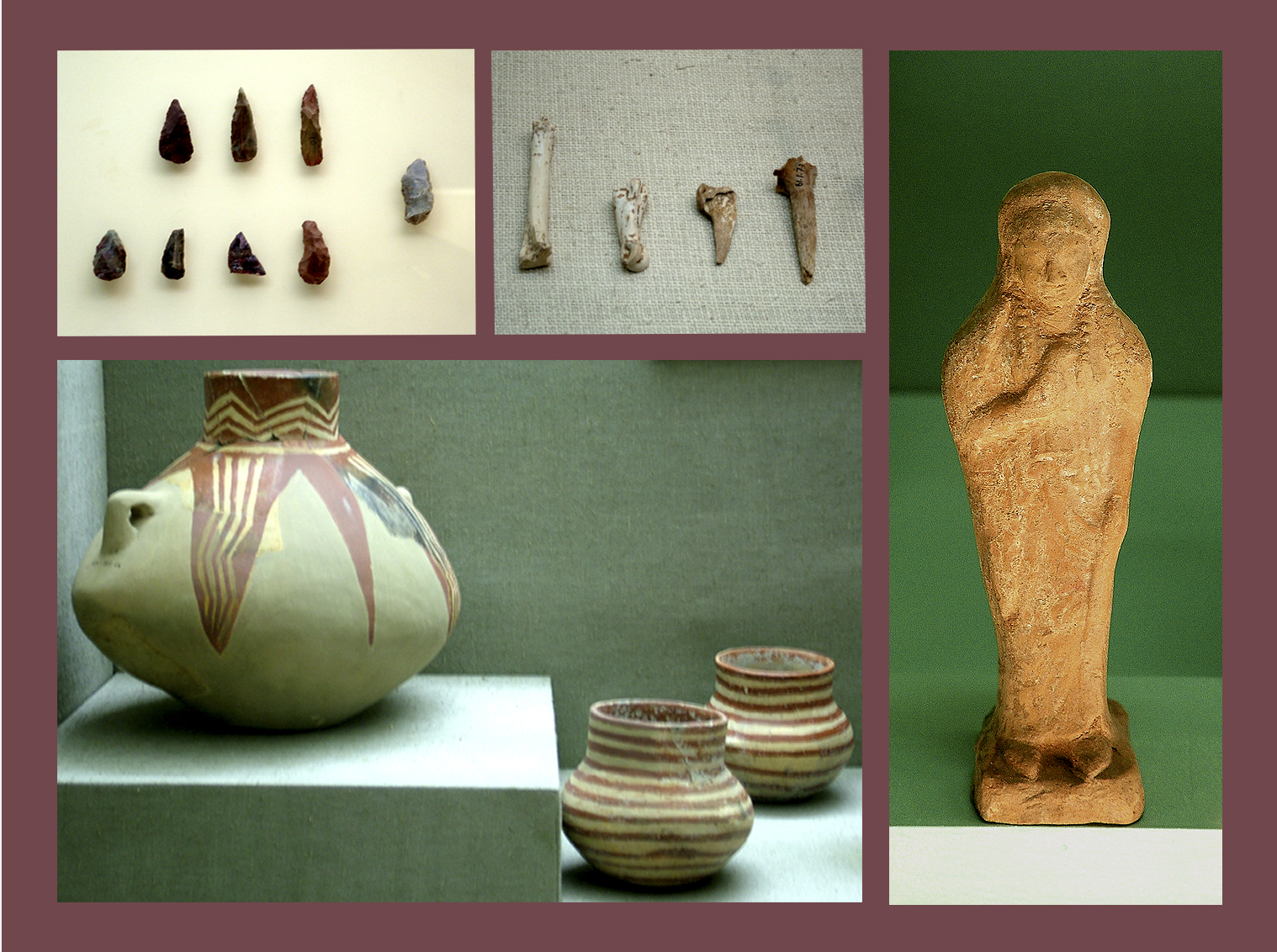
Régészeti Múzeum: Ős- és kőkori leletek

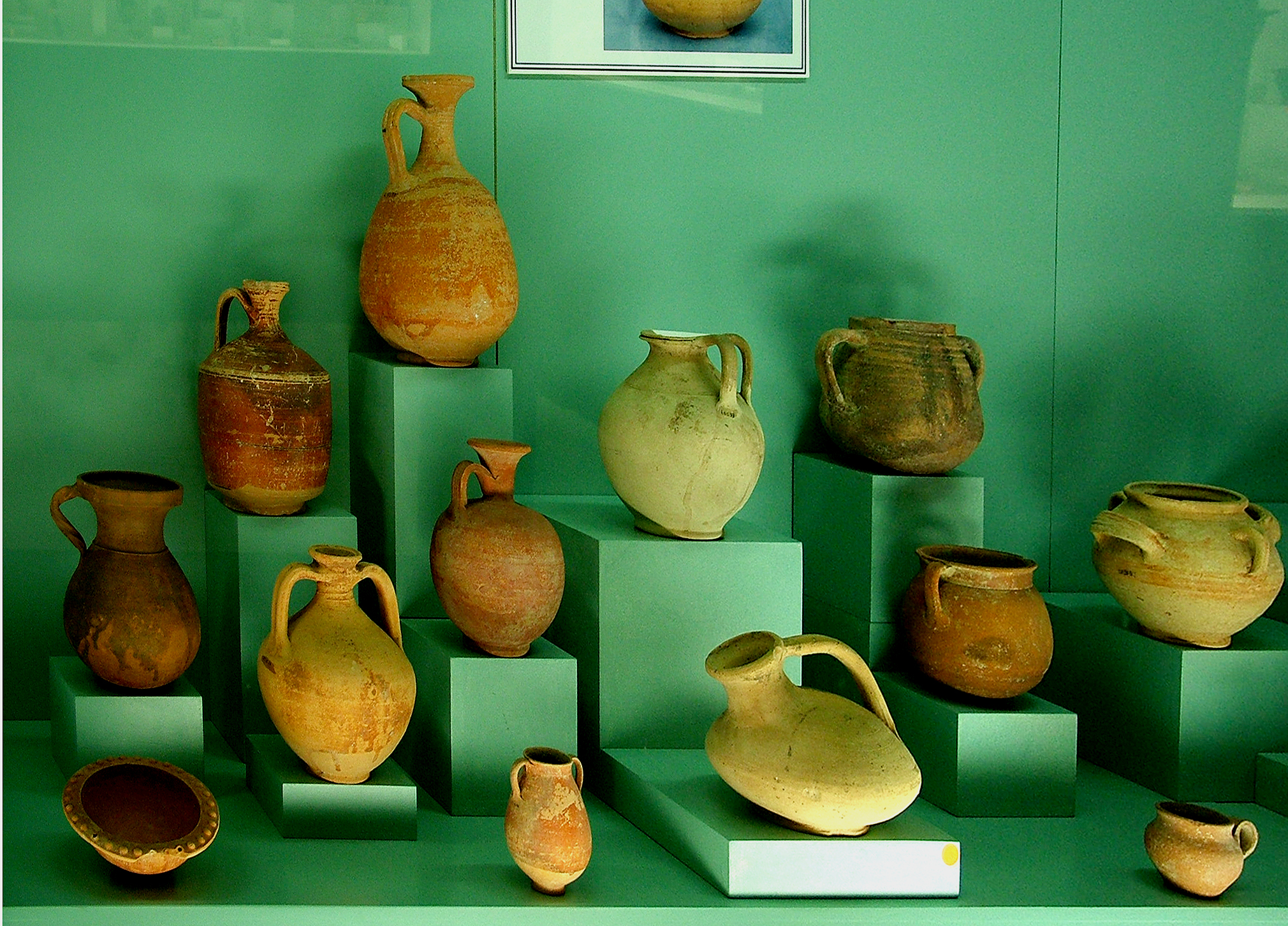
Régészeti Múzeum: Neolitkori kerámiák

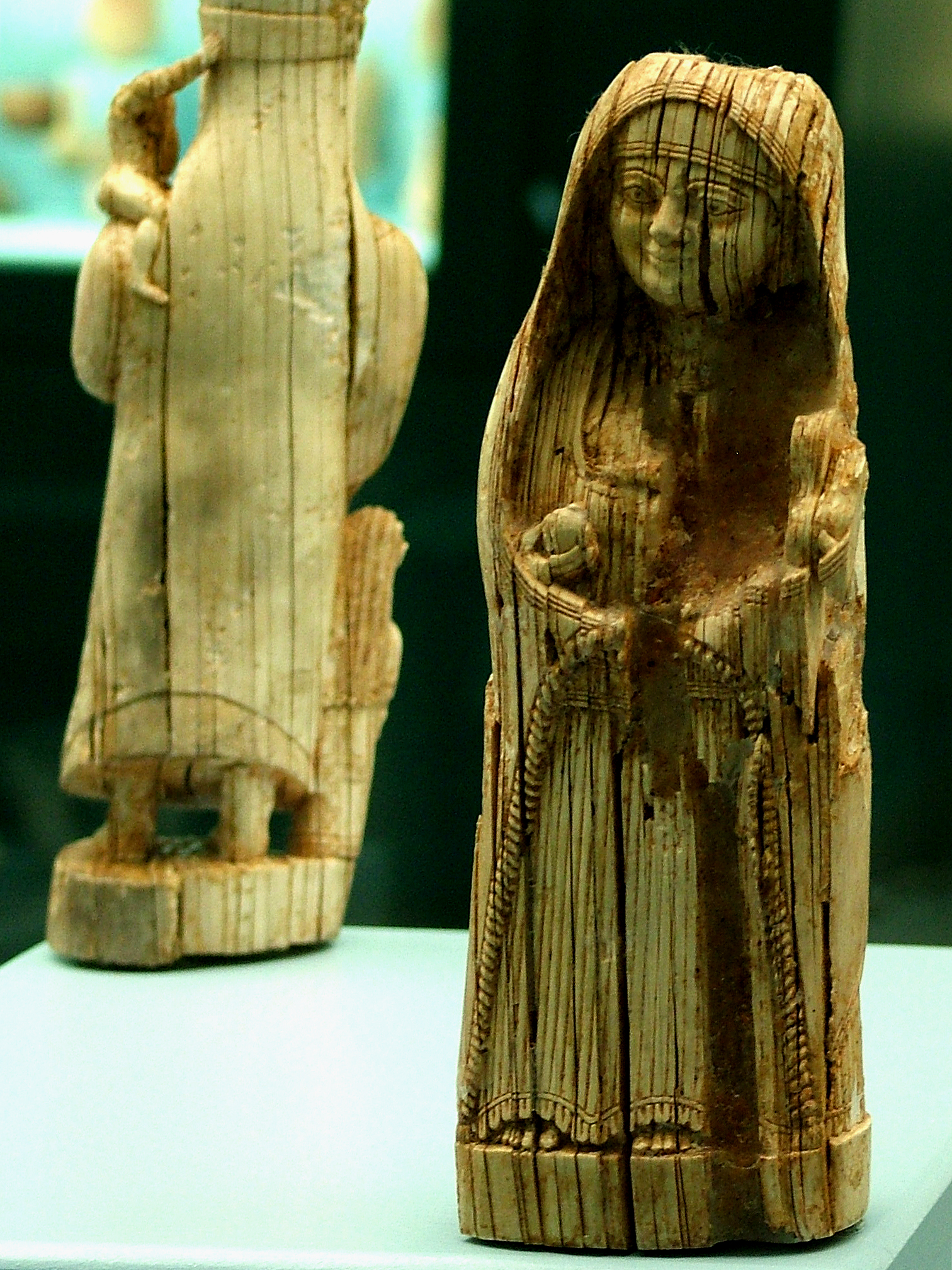
Elefántcsont nőidol

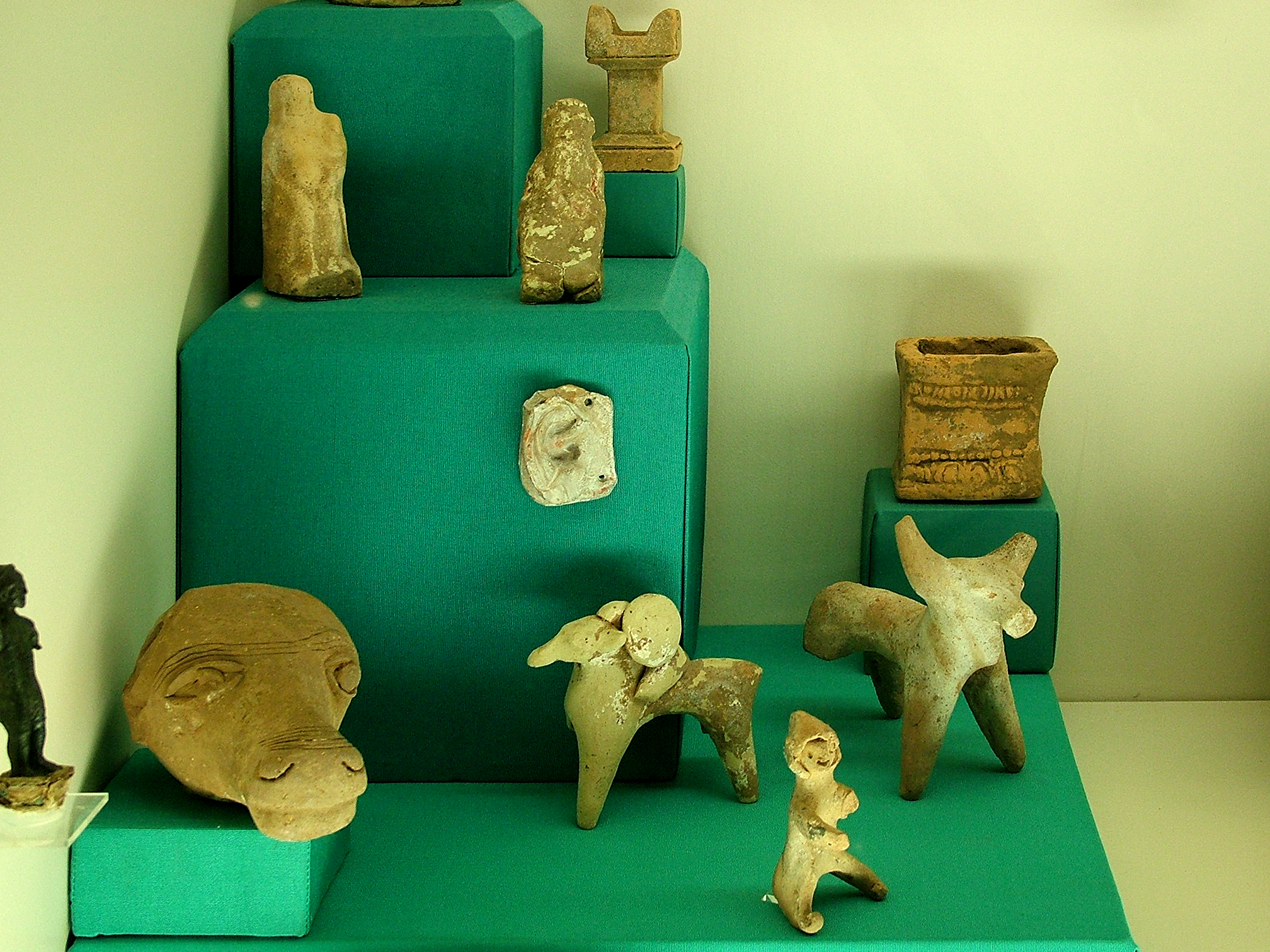
Régészeti Múzeum: Neolitikus plasztikák

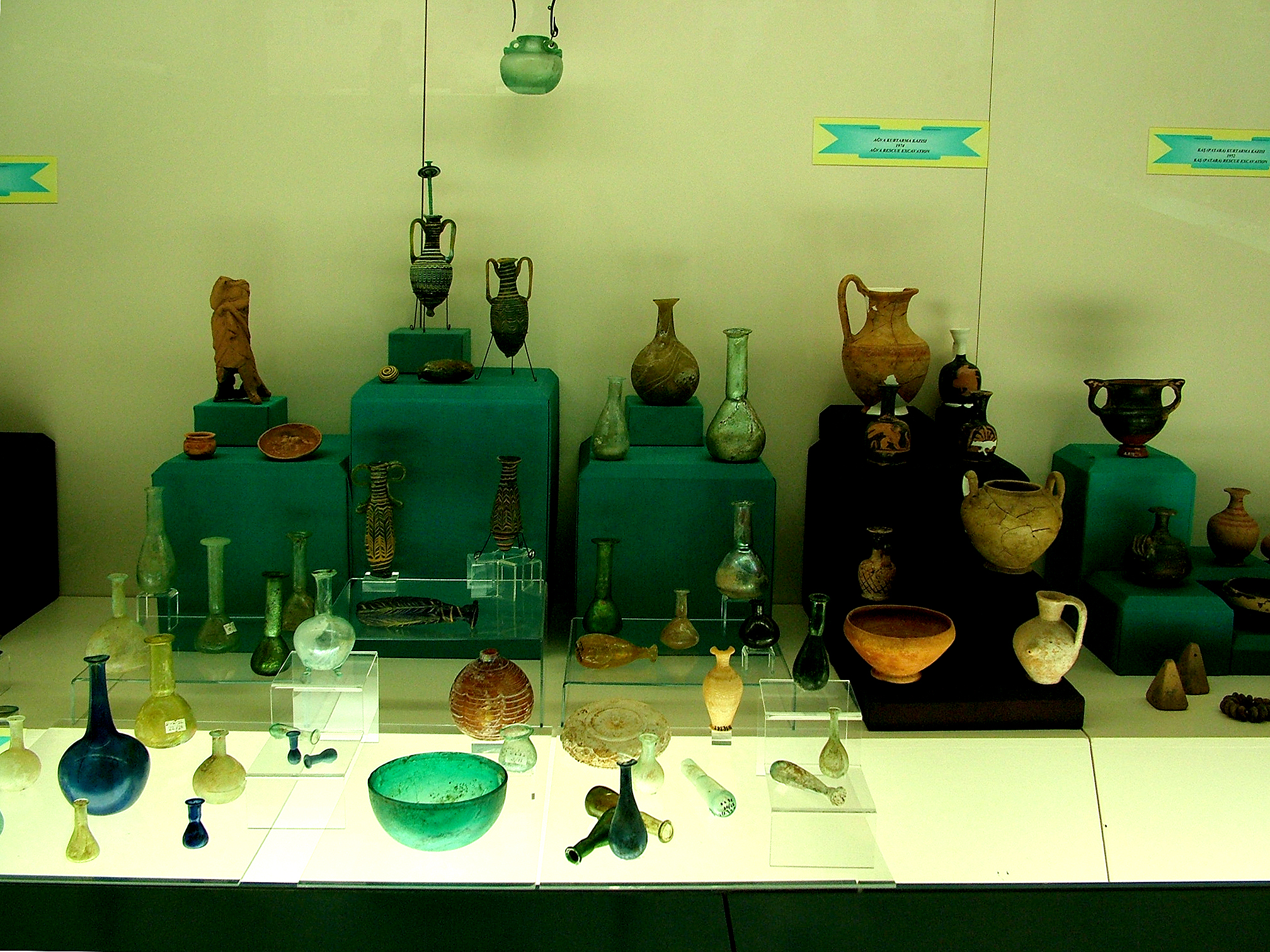
Bronz-vaskori tárgyak

A múzeum Antalya központjából a Konyaalti Caddesin érhető el (az egyetlen villamos végfordulójánál), az útvonal végén levő, gyönyörű kilátást biztosító térrel ellentétes oldalon, buja növényi környezetbe ágyazva, ami talán jót is tesz az egyébként nem túlságosan szép épületegyüttes megjelenésének. Főbejárati előterét a Konyaalti Caddesi felől egy líkiai szarkofágot ábrázoló köztéri alkotás és irányító tábla jelzi. Az épületegyüttes több építési fázisban alakult ki. Jelenlegi állapotát 1972-ben kapta, s a mindezen ideig a városi múzeumban zsúfolódó régészeti emlékanyagot ekkor szállították át ide.

## A múzeumi kiállítás ismertetése
- Az első kiállítótérben azok a tárgyi emlékek nyertek kiállítást, amelyeken keresztül azt mutatják be, hogy az antik időkben a gyermekek matematikai és egyéb házi feladataikat miképpen készítették el agyagtáblákon.
- A természettudományi és prehistorikus idők termében olyan emlékek, kristályok és fossziliák láthatók, amelyek a természet és az élővilág történelmi fejlődését reprezentálják (fossziliák, állkapocsmaradványok, tengeri sünök és lábasállatok maradványai). Ugyancsak itt láthatók kéziszerszámok is, valamint nyílhegyek, kő metsző- és kaparóeszközök, csontszerszámok, bunkósbotok, különféle egyéb szerszámok is, amelyek az őskőkorból és a kőrézkorból származnak. Ezek az az Antalya kerületbeli (Karain-barlang, Beldibi) ásatások során kerültek elő.
- A csarnok nyugati részében annak a kockaformájú téglából készített sírépítménynek leletei és szemléltető eszközei tekinthetők meg, amelyet az Elmali melletti Semahöyük és Karatas ásatási helyszíneken tártak fel. Különféle formájú égetett agyagedények, bélyegek, fésűk és egy, az úgynevezett Hucker–Lage (háti hordeszközhöz tartozó keret (amely éppen úgy került kiállításra, mint ahogy azt az ásatás során a kutatóárokban megtaláltak: egy, az anya mellén szoptatós gyermekkel).
- Az istenek galériájának elnevezett részleg vitrinjeiben díszítés nélküli, feketére lazúrozott, különféle formájú tálak, és egy olyan kratér látható, amelyen griffek és amazonok harcolnak, lekythoszok és egy Aspendoson talált, három ifjú alakjával díszített vörös váza.
- Az istenség-szobrokat bemutató teremben szobrok láthatók: Zeuszról, az istenek atyjáról, Artemisz, mint Perge védőistennőjéről, Létó anyaistennőről, Fortuna, a szerencse istennőjéről, Nemesisről, az igazságosztóról, Afroditéról, a szerelem istennőjéről, Démétér termékenység-istennőről, Szerápiszról, az alvilág istenéről, a természetet felügyelete alatt tartó Ízisz istennőről, és Hermészről, a tolvajok és kalmárok védőistenéről.
- A tengervízzel elárasztott Foga lelőhelyéről származó leletek termében kapott helyet az erőt és erélyt szimbolizáló Héraklész bronzszobra (amint egy bika fejét dárdájával eltalálja), ahol  előkerült kisméretű tárgyak is vannak: Ate, a szerencsétlenség és a baj istennője csúcsos főkötőjével, Athénének, a tudás istennőjének bronzból való mellszobra, egy színes Hermész-figura, Apollónnak, a költészet istenének Szeleukeiában fellelt bronzszobra, egy vastagon beezüstözött, Athéné reliefjével díszített tál, értékes ékkövekkel díszített aranygyűrű. Fülbevalók, karkötők, tűk, medaillonok, nyakláncok, talpas gyertyatartók, kerámiák és bronzeszközök, reliefszerű feliratokkal díszített tálak és különböző más értéktárgyak, üvegáruk láthatóak itt.
- A víz alatt fellelt tárgyak között a legfontosabbak a különféle kő- és vaskampók, folyadék szállításra szolgáló amfórák, és különféle tálak.
- A következő vitrinekben kis szobrocskák és tárolóüvegcsék, üvegflaskák találhatók.
- Az úgynevezett császárteremben a római császárok nagy szobrai Traianus, Hadrianus és Augustus, mellettük pedig Sabina császárné, Lulia Donna és Plancia Magna szobrai is láthatóak. További érdekes látnivalót jelentenek az ismert (Három Grácia), valamint a fehér-fekete márványból való táncoló nőszobrok is.
- A halottkultusz termében szarkofágok és a temetési szertartásokkal kapcsolatos reliefek találhatók. Az első szarkofág Damitlas Filskasé és családjáé, amely egyetlen darabból készített faszarkofág, tetővel. A tetőn a házaspár látható, amint egy étkező kereveten feküsznek. A szarkofágtól közvetlenül balra áll egy másik, úgynevezett medaillonos szarkofág, amelynek az oldalát középen medúza-arcmás díszít, koszorúval övezve és a széleken Erósz-figurákkal. A szarkofág egy sok sikert és szerencsét megélt ember (család?) életét szimbolizálhatja. A csarnok hátsó végében két szarkofág látható, amelyeken díszítésképpen Héraklész életéből vett mitológiai figurák, számtalan pillanatképekként szerepelnek. Ezeken kívül még két girlandokkal díszített szarkofág is van.
- Az ikonok és mozaikok terme is kétségtelenül mély benyomást keltő . Itt van a Szeleukeiában fellelt úgynevezett filozófusmozaik, amelynek szegélyező bordürjén az ókorban legismertebb filozófusok, írók, történetkutatók és matematikusok, mint Thuküdidész, Lükurgosz, Hérodotosz, Hésziodórosz, Démoszthenész és Püthagorasz, láthatók, neveik feltüntetésével.  Ugyancsak látványos a Xanthoszban talált Akhilleusz-mozaik is. Ennek a részlegnek a hátsó részén található a Korydalla/Kumluca- Kincs, valamint a terem déli oldalfalán a különböző templomokból, – köztük a demrei Szt. Miklós templomból – összegyűjtött ikonok. Ezek Jézus és Mária életéből vett jeleneteket ábrázolnak: mint a teremtés, az utolsó vacsora, az Újszövetség napja, Mária halála, a trónoló Jézus, a 12 ifjú, a keresztelés, a keresztre feszítés, Jézus csodatételei, Szent Miklós két portréja és relikviái.

A Perge-teremben jobbról négy, baloldalt három fülkében, valamint, egy középen elhelyezett, forgatható talapzaton Marsyas szobra, köröskörül pedig Pergéből való istenszobrok. A fal felső részén  a pergei színház szkéné-fríz-szalagjának részletei láthatók.
|  |  |  |  |

- A terem egész hátsó része egy líkiai szarkofág építészeti formájában került kialakításra, amelyben a likiai időkből feltárt emlékanyag látható.
- Az érmegyűjteményben két és félezer év érmeműves szakmai tradíciói és technikái sűrűsödnek, s egyúttal az anatóliai pénzérmékkel való kereskedés i.e. 6. századtól napjainkig tartó fejlődéséről is tájékoztatást nyújt. A régióból, valamint a Nyugat-anatóliai - a hajdani Frígiából és Lídiából - is vannak érem-leletek, továbbá még Elmali-belieket is láthatunk.
- Az etnográfiai teremben különféle regionális leletanyag szerepel a szeldzsuk-, oszmán-és köztársasági időkből, többek közt öltözékek, kéziratos könyvek, fegyverek, tálak, továbbá kerámia- és porcelán termékek, egyházi eszközök, zárak, lakatok, hímzett textíliák és a nomádok életmódjának eszköztára.
- Az udvar szabad terében olyan nagyméretű objektumok (szarkofágok, sírok sírkövek és szobrok) vannak kiállítva, amelyeket méretüknél fogva a belső terekben nem lehetett elhelyezni.

## Galéria

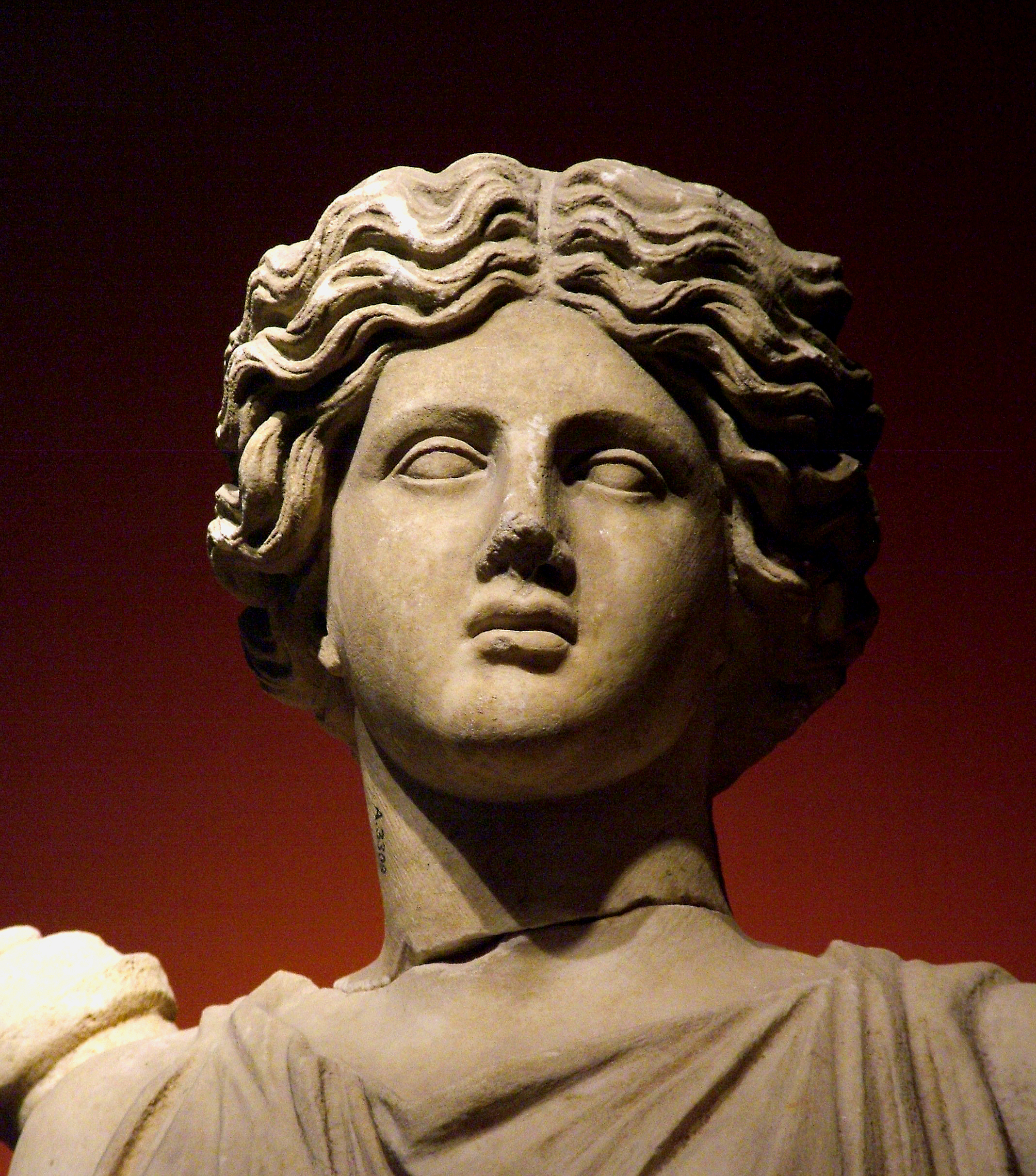
Római kori márványtorzó
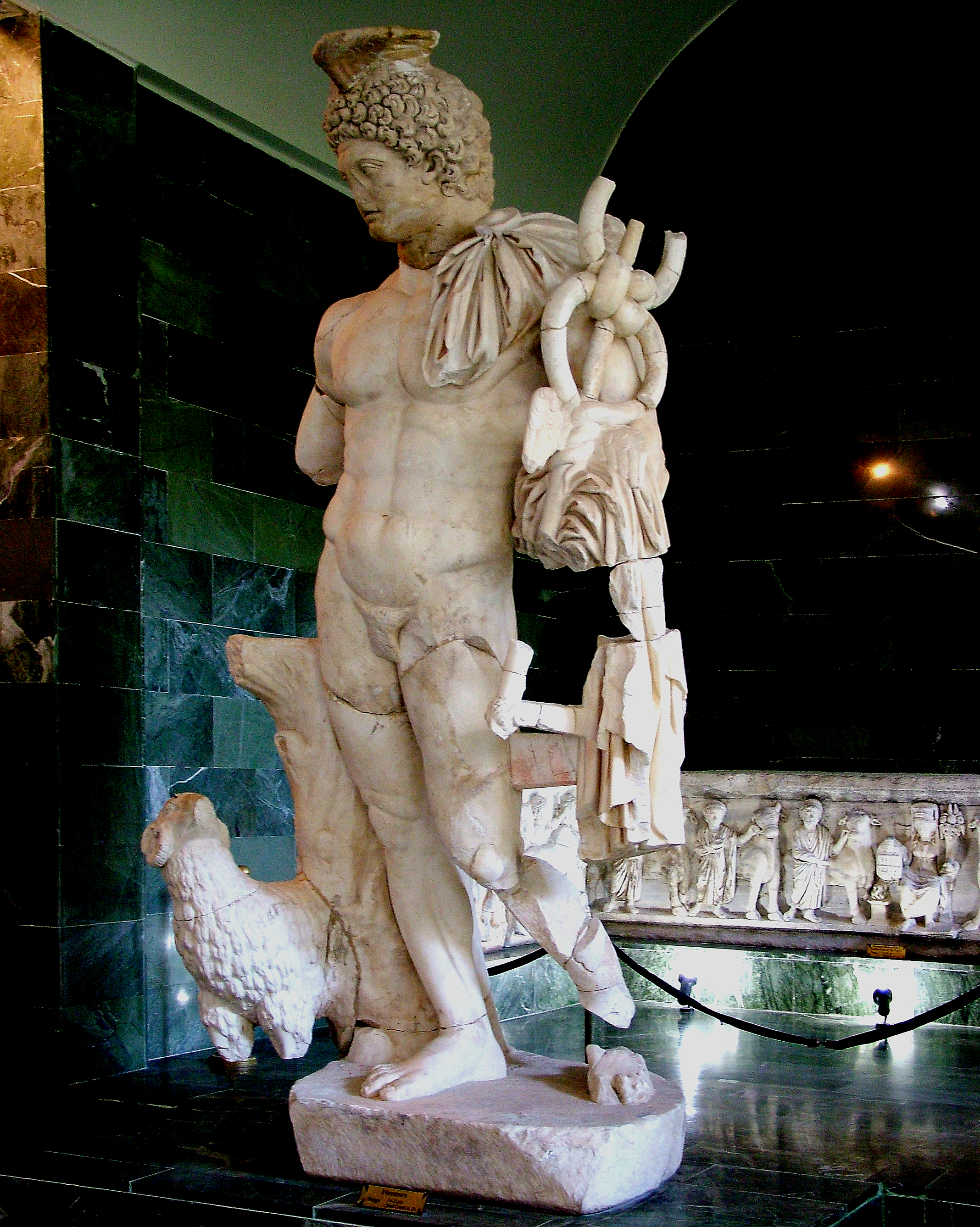
Római kori márványtorzó
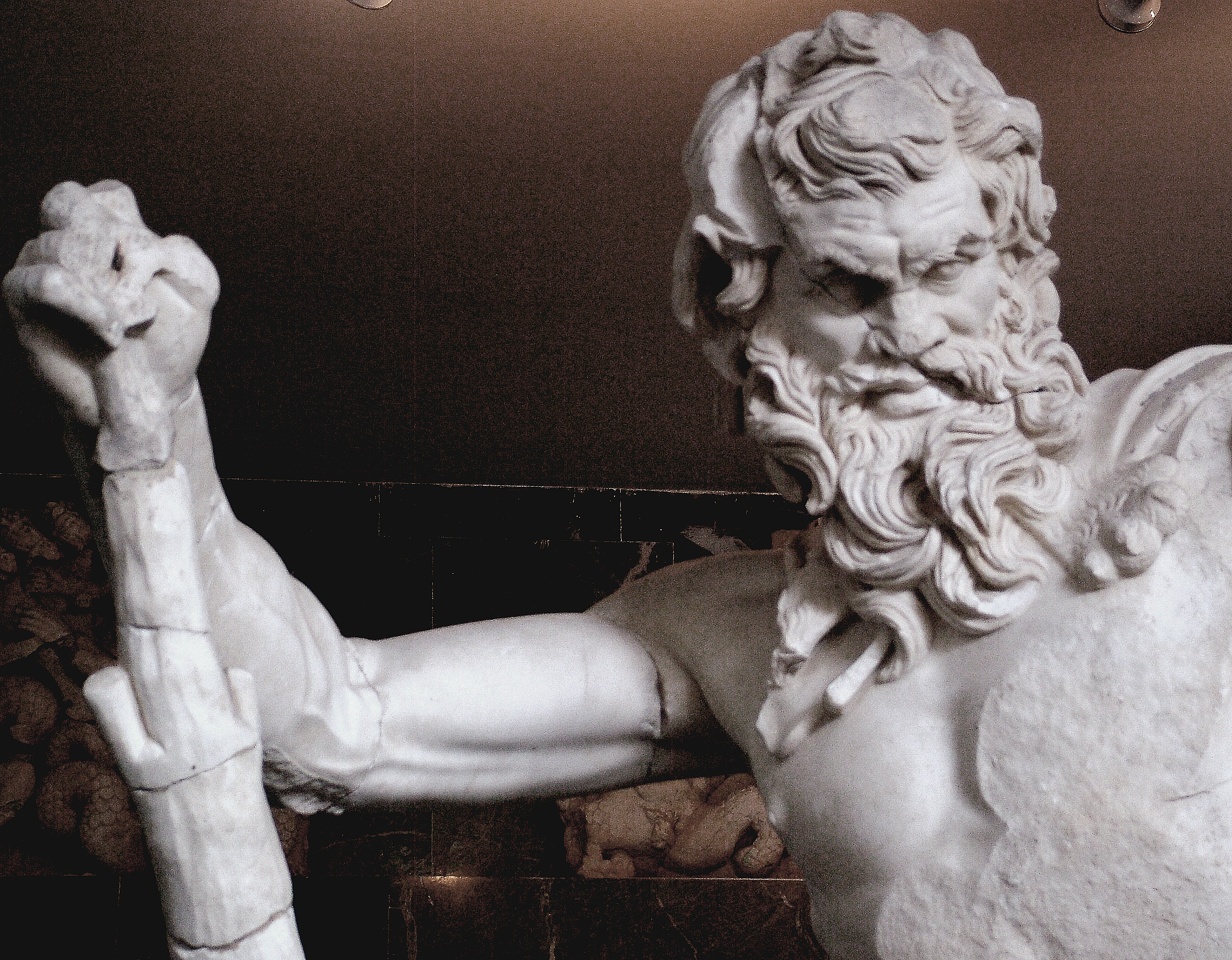
Márvány Zeusz-torzó
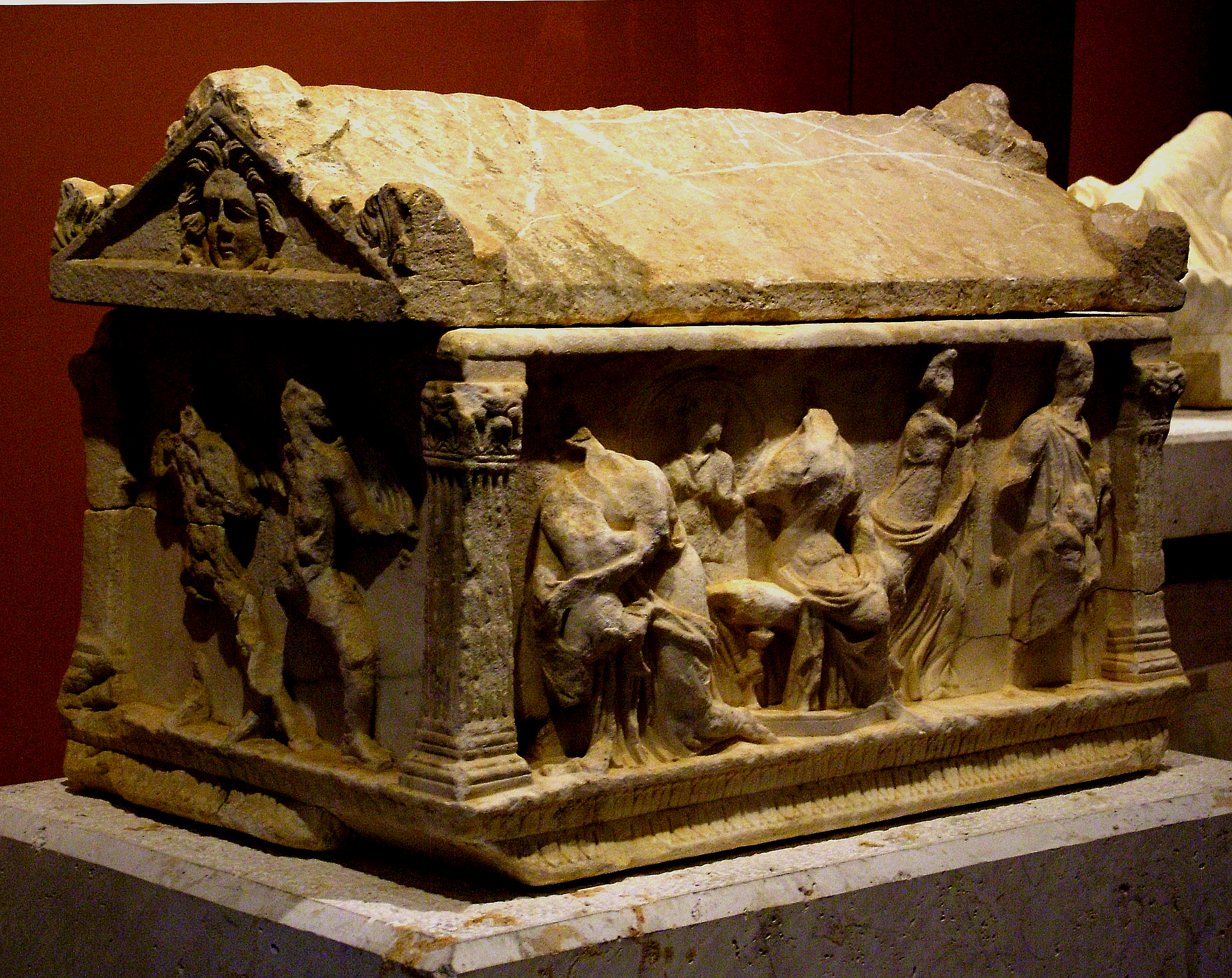
Római kori szarkofág
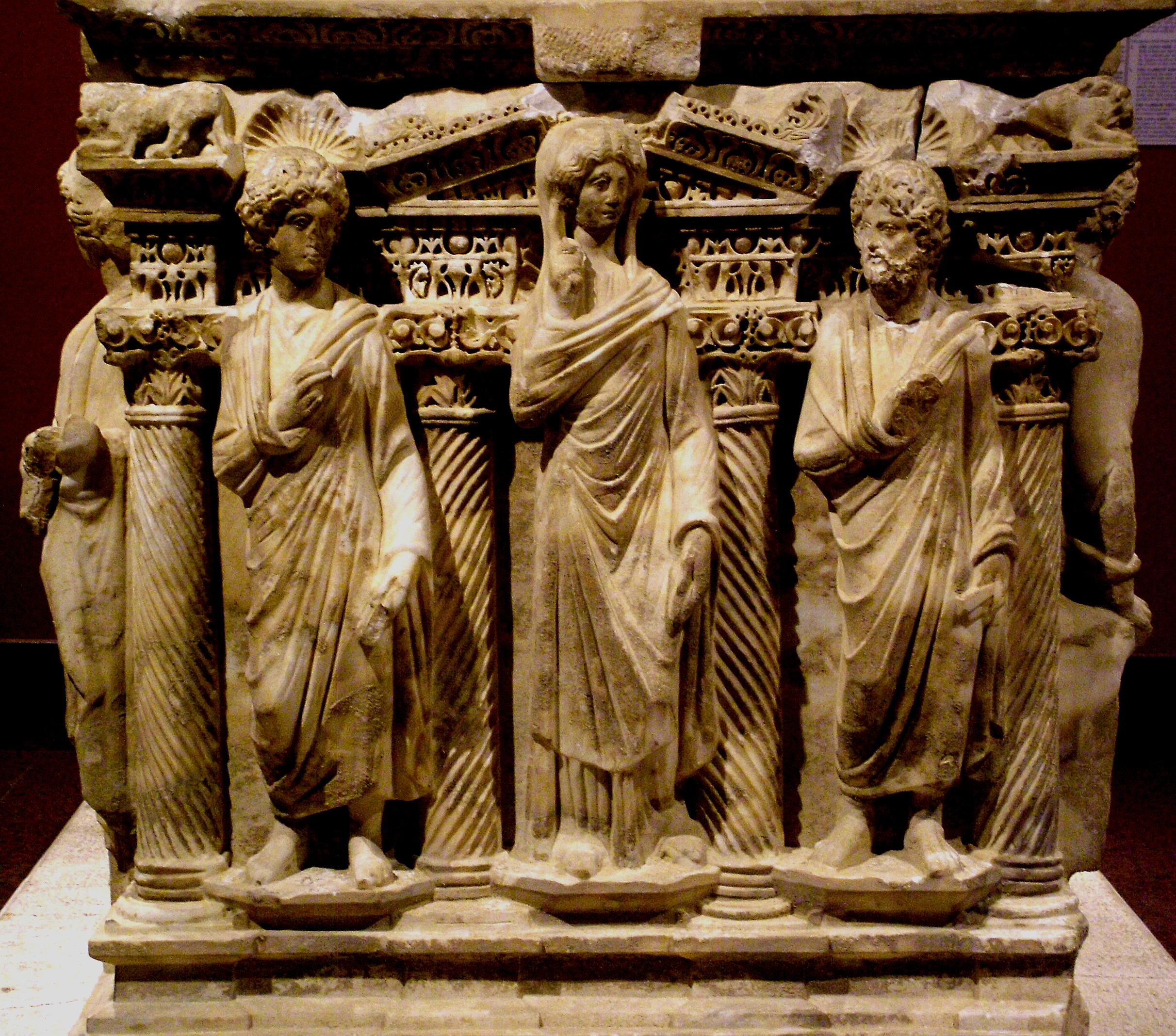
Szarkofág-részlet
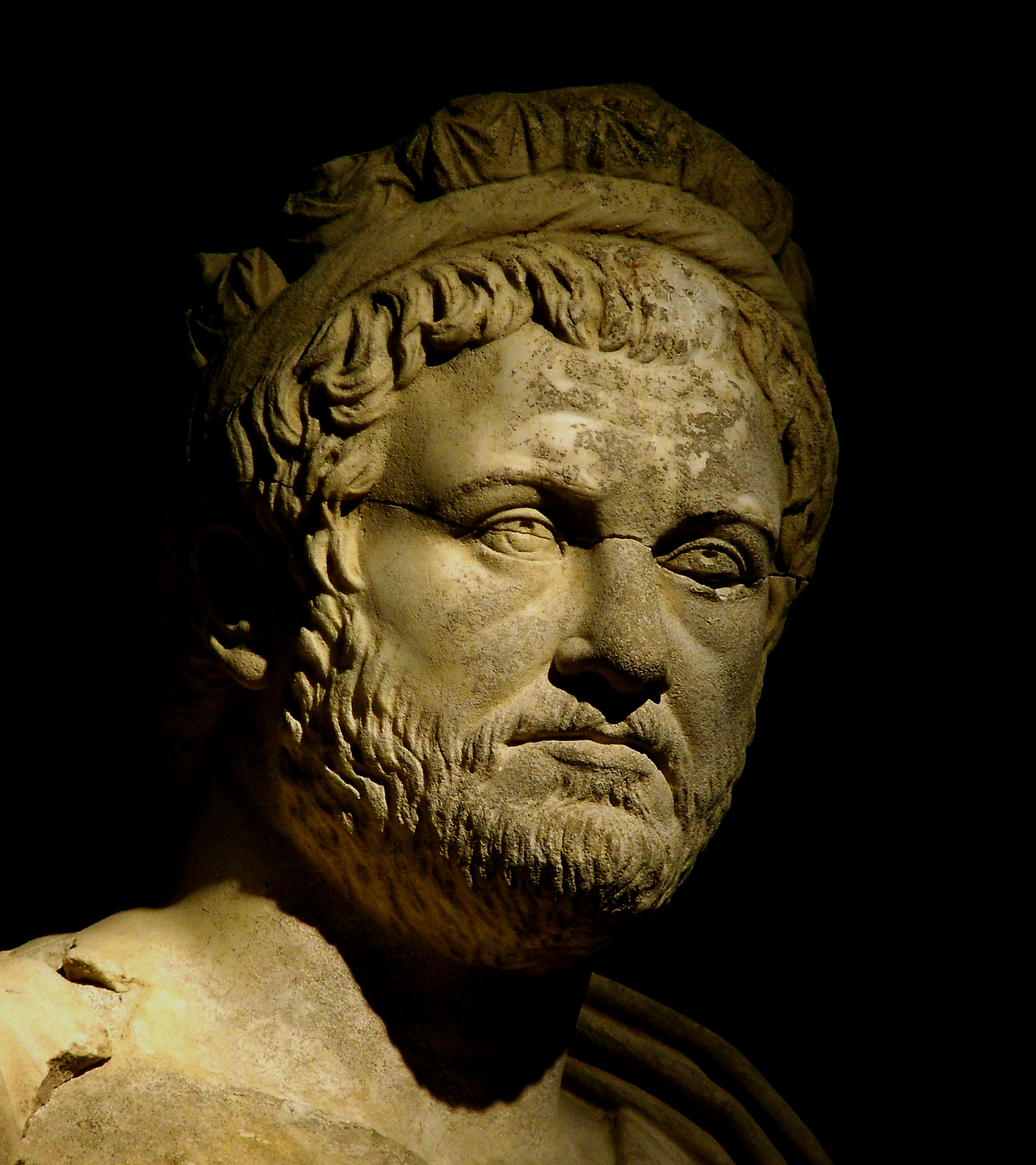
Királyportré